# Colom guatlla versicolor
El colom guatlla versicolor (Geotrygon versicolor) és una espècie d'ocell de la família dels colúmbids (Columbidae) que habita els boscos de les muntanyes de Jamaica.